# Jun'ichi Seki
Jun'ichi Seki (japonès: 關 淳一)  (Osaka, 13 d'agost de 1935 - 9 de juny de 2024) va ser un doctor en medicina membre de l'Organització Mundial de la Salut i un polític japonès que va exercir com a 17é alcalde de la ciutat d'Osaka des de 2003 fins a 2007. Era net de l'històric alcalde d'Osaka Hajime Seki, el qual governà la ciutat des de 1923 a 1935.

## Biografia
Jun'ichi Seki va nàixer a la ciutat d'Osaka el 13 d'agost de 1935, el mateix any que el seu avi va morir i deixà l'alcaldia de la ciutat. L'any 1961 Seki es graduà de la facultat de medicina de la Universitat municipal d'Osaka, incorporant-se com a assistent i docent en la mateixa universitat. Posteriorment, l'any 1987, Seki fou nomenat president de l'hospital municipal Momoyama d'Osaka, càrrec que canviaria el 1992 pel de director de la regidoria de salut ambiental d'Osaka. Va continuar treballant per a l'ajuntament d'Osaka, sempre sota el govern de Takafumi Isomura, fins que el 2003 va ser elegit alcalde d'Osaka amb el suport dels partits de centre-dreta. Durant el seu govern, el 2005 Seki va deixar de ser alcalde durant un mes degut a una dimissió, tornant a ser elegit eixe any. Cap a la fi del seu mandat, al 2007, se celebrà a Osaka el Campionat del món d'atletisme, presidint Seki algunes cerimònies. A les eleccions del mateix any, Seki va perdre aclaparadorament (amb una diferència de vora 200.000 vots) davant del candidat de l'oposició, el presentador de televisió Kunio Hiramatsu, el qual va ser presentat pel Partit Demòcrata i el Partit Socialdemòcrata, en el que es considerà un colp al govern del Partit Liberal Democràtic del Japó encapçalat per Yasuo Fukuda.
Posteriorment a la pèrdua de l'alcaldia, Seki es va mantindre allunyat de la política, tot i que va donar suport a alguns candidats opositors al Partit de la Restauració d'Osaka per a l'alcaldia de la ciutat. L'any 2010 va ser nomenat president de l'Organització Mundial de la Salut (OMS) al Japó.